# Etulia Nouă, Găgăuzia
Etulia Nouă (în găgăuză Eni Tülüküü) este un sat din comuna Etulia din Unitatea Teritorială Autonomă Găgăuzia, Republica Moldova.

## Demografie

### Structura etnică
Structura etnică a localității conform recensământului populației din 2004:
| Grup etnic                    | Populație | % Procentaj |
| ----------------------------- | --------- | ----------- |
| Găgăuzi                       | 704       | 94,50%      |
| Băștinași declarați Moldoveni | 19        | 2,55%       |
| Ucraineni                     | 10        | 1,34%       |
| Bulgari                       | 8         | 1,07%       |
| Ruși                          | 3         | 0,40%       |
| Polonezi                      | 1         | 0,13%       |
| Total                         | 745       | 100%        |